# Betpak-Dala
O Betpak-Dala ou "Planalto da Fome"  situa-se no sudeste de Cazaquistão (46° 02′ 00″ N, 70° 12′ 00″ L) nas províncias de Cazaquistão do Sul, Karaganda, Qyzylorda e Zhambyl. Faz fronteira com a bacia do Sir Dária, no oeste, e o rio Chu, no sudoeste, que separa o deserto das areias de Muyunkum. No leste encontra-se o lago Balkach, o maior do país, e para sul, até a cordilheira de Karatau.
Ocupa uma área de aproximadamente 75.000 km, e sua altitude média de 300-350 m.
O terreno desértico caracteriza-se por quase plana na sua totalidade, com pequenas elevações no leste.

## Galeria
Os minérios encontrados neste deserto, na região de Karaganda:

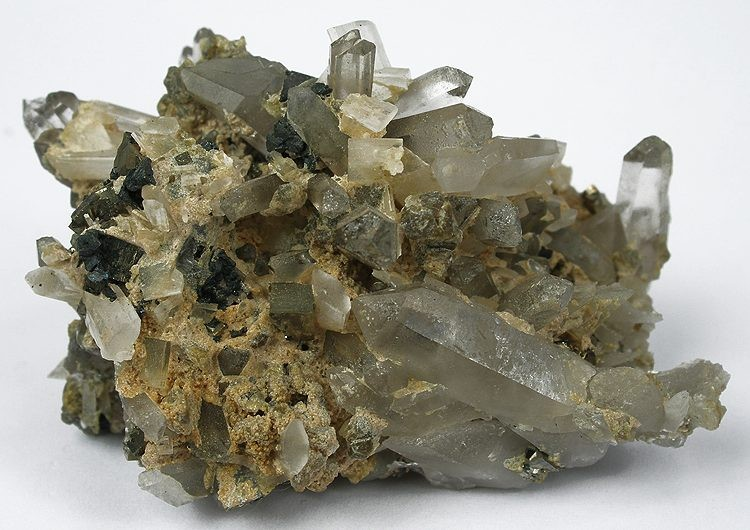
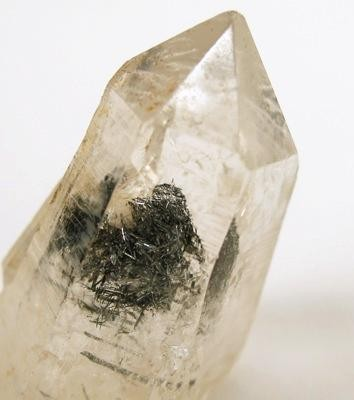
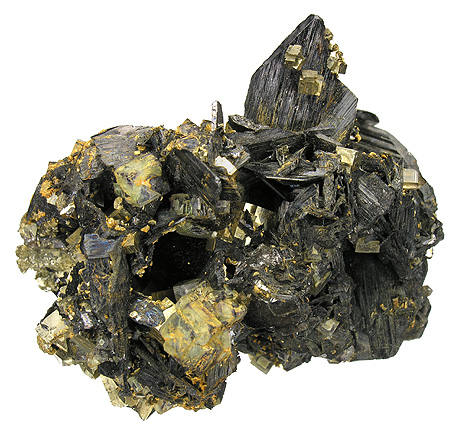
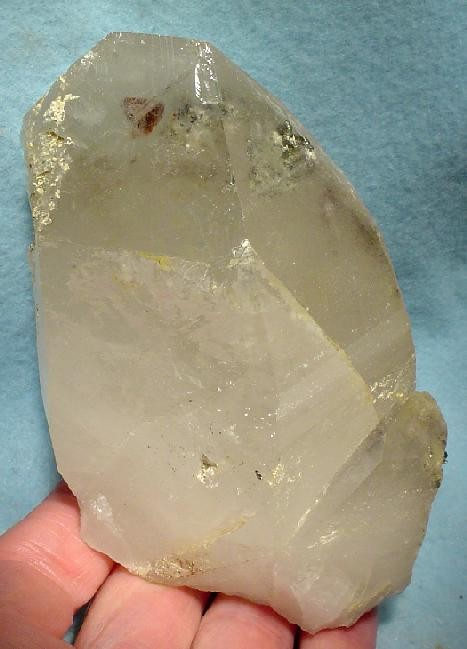